# Joynext Arena
Die JOYNEXT Arena ist eine Mehrzweckhalle in der sächsischen Landeshauptstadt Dresden. Sie wird hauptsächlich als Eissport- und Ballsporthalle genutzt. Sie ist die Heimspielstätte der Dresdner Eislöwen aus der DEL.
Aktueller Namensgeber ist der in Dresden ansässige Automobilzulieferer Joynext.

## Geschichte
Die ursprünglich 1969 erbaute Eissporthalle an der Pieschener Allee wurde während des Elbehochwassers 2002 stark beschädigt. Außerdem behinderte sie in der linkselbischen Dresdner Flutrinne des Ostrageheges den Abfluss der Wassermassen. Die Stadt Dresden entschied sich aus diesen Gründen für einen Ersatzneubau außerhalb der Flutrinne unter Verwendung von Fluthilfegeldern. Weitere Sportfördermittel des Freistaates Sachsen sowie Eigenmittel der Landeshauptstadt Dresden ermöglichten in der Zeit von Mai 2005 bis August 2007 neben dem Ersatz der eigentlichen Arena auch den Bau einer Trainingseishalle sowie einer 3000 Quadratmeter großen Drei-Felder-Ballspielhalle. Gebaut wurde die Anlage vom Bautzner Bauunternehmen Hentschke Bau.

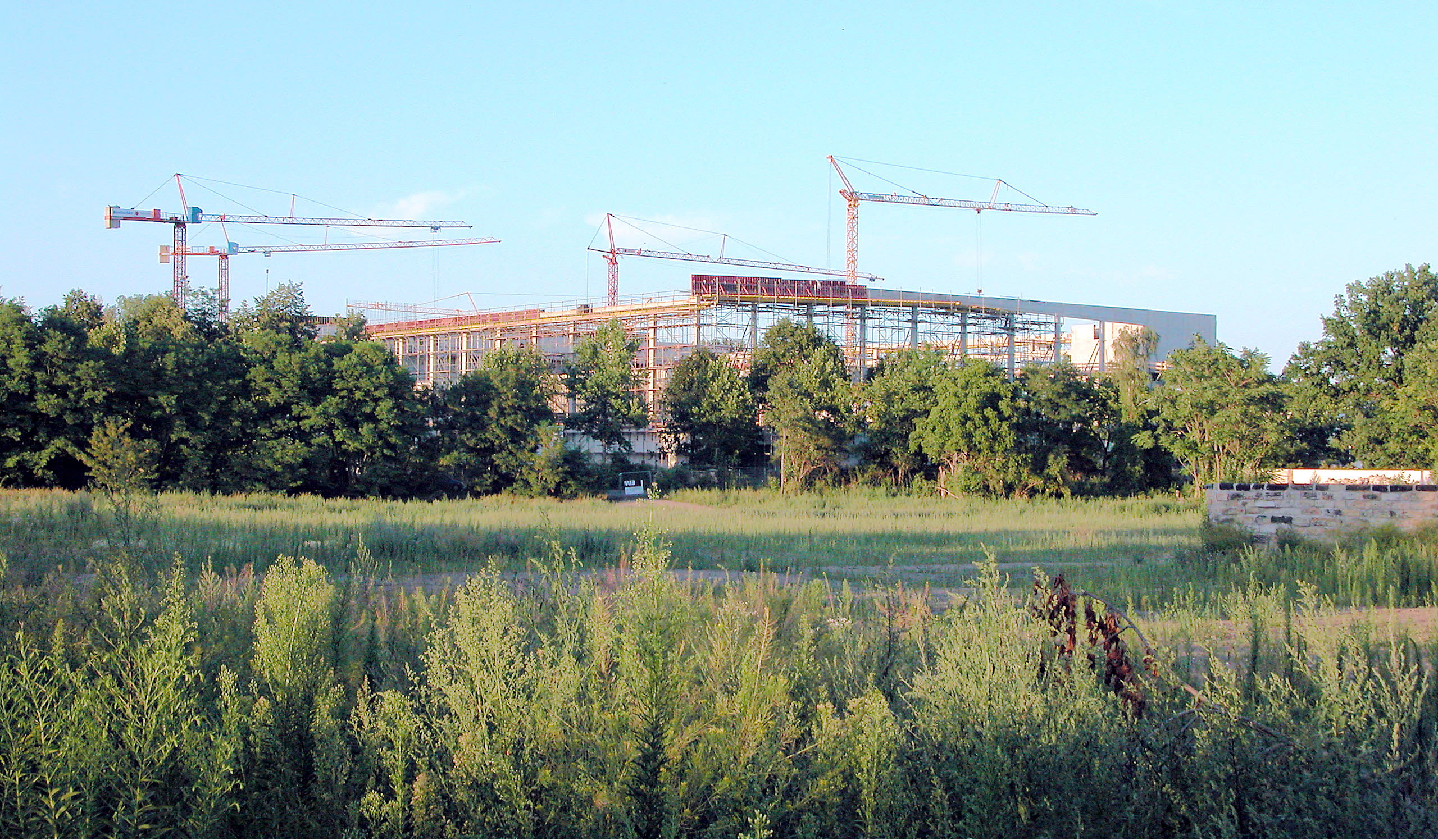
Bauphase 2006

Die Baukosten betrugen etwa 29,7 Millionen Euro. Der ursprüngliche Entwurf des Münchner Architekturbüros Schmidt-Schicketanz und Partner sah nur Baukosten in Höhe von 23,7 Millionen Euro vor. Aufgrund steigender Metallpreise sowie stark erhöhter Sicherheitsforderungen konnten die geplanten Kosten nicht eingehalten werden. Der Namenssponsor wurden zunächst für drei Jahre das Brauereiunternehmen Freiberger Brauhaus und das Sportzentrum trug den Namen Freiberger Arena.
Im Februar 2012 kam es zu einer Havarie in der Eishalle. Durch Risse im Dachbelag drang über längere Zeit Wasser durch die Decke ein und beschädigte das Dämmmaterial und die gesamte Dachkonstruktion, zusätzlich gelangte das Wasser in den Innenraum und tropfte in die Eishalle. Sie war danach mehrere Wochen nur eingeschränkt nutzbar, da das Dach zuerst notdürftig repariert werden musste. Als Ursache für die Havarie wurde mangelhafte Bauausführung festgestellt. Da das Bauunternehmen, das das Dach errichtete, bereits früher Insolvenz angemeldet hatte, konnte keine Gewährleistung eingefordert werden und die Stadt Dresden musste für die Reparaturen aufkommen. Bis zum Oktober 2012 wurden die Arbeiten zur Reparatur des Daches abgeschlossen.
Zwischen Dezember 2010 und Januar 2022 trug die Halle den Namen EnergieVerbund Arena, seither heißt sie JOYNEXT Arena, nachdem der lokale Automobilzulieferer JOYNEXT die Namensrechte für drei Jahre erworben hatte.

## Konzept
Der Gebäudekomplex besteht aus der eigentlichen Arena, die im Erdgeschoss liegt und die gesamte Gebäudehöhe bestimmt, einer Trainingseishalle, die quer zur Arena angeordnet ist und deren Eisfläche etwas kleiner als die der Eisarena ist, einer Dreifeld-Ballspielhalle im Obergeschoss über der Trainingseishalle sowie einer 333 Meter langen Eisschnelllaufbahn im Außenbereich. In der Arena finden bei Eishockeyspielen oder anderen Eisveranstaltungen 4412 Zuschauer (davon 2799 Sitz- und 300 V.I.P.-Plätze) auf zwei umlaufenden Rängen Platz. Zusammen mit einer notwendigen Fernsehübertragungsmöglichkeit und zwei Anzeigetafeln entspricht die Arena dem von der DEL geforderten 9000-Punkte-Plan, so dass die Dresdner Eislöwen in die oberste Deutsche Eishockeyliga aufsteigen könnten.

## Nutzung

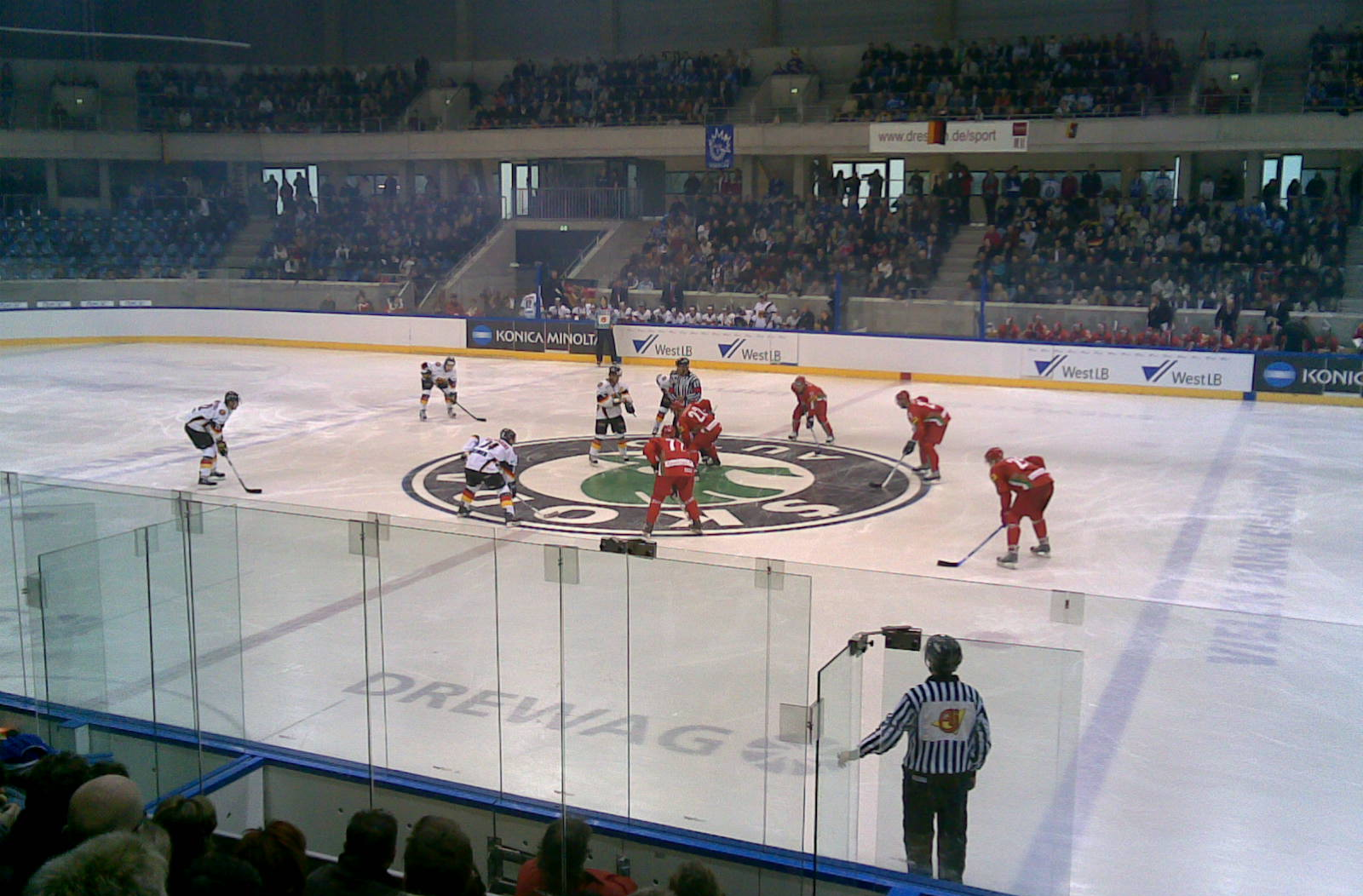
Eishockeyspiel Deutschland gegen Belarus am 21. April 2008

Das erste Spiel in der neuen Eishalle wurde am 15. August 2007 im Rahmen des Four-Points-Cups 2007 ausgetragen, bei dem die Eisbären Berlin gegen HC Energie Karlovy Vary ein 3:3-Unentschieden erreichten. Erster Torschütze in der Eisarena war Nationalstürmer Florian Busch mit dem 1:0 für die Eisbären. Die offizielle Eröffnung des Gesamtkomplexes fand vom 31. August bis zum 2. September 2007 statt.
Die Eisarena ist die Heimspielstätte der Dresdner Eislöwen, die in der Saison 2007/08 über 100.000 Besucher zu den 35 Heimspielen in die damalige Freiberger Arena lockten. In den Playoffs derselben Saison war die Eisarena mehrfach ausverkauft. Bei Eishockeyspielen beträgt die offizielle Kapazität 4412 Zuschauer, davon 1028 auf Steh-, 2799 auf Sitz- und 300 auf V.I.P.-Plätzen. Neben den Eislöwen sind fast 50 Vereine und Sportabteilungen aus dem Eis- und Ballsport mit ihrem Trainings- und Wettkampfbetrieb in der Arena beheimatet. Zu diesen Nutzern gehört der Bundesstützpunkt Shorttrack.
In der Eislaufsaison bietet die Arena täglich die Möglichkeit zum öffentlichen Eislaufen auf fast 5000 m² Eisfläche. Ein Tunnel verbindet die Trainingseishalle im Hauptgebäude mit der Eisschnelllaufbahn im Außenbereich, die ebenfalls für den Publikumslauf genutzt wird.
In der Arena gibt es zehn Kioske sowie das Restaurant mit Sportsbar „Auszeit“. Neben Sportübertragungen in der Sportsbar bietet das Restaurant Kegelbahn, Tischkicker und Vereinsräume mit gastronomischer Bewirtung. Darüber hinaus war es Ende der 2000er Jahre einmal im Monat Veranstaltungsort des Dresdner Sportstammtisches.

## Technische Daten

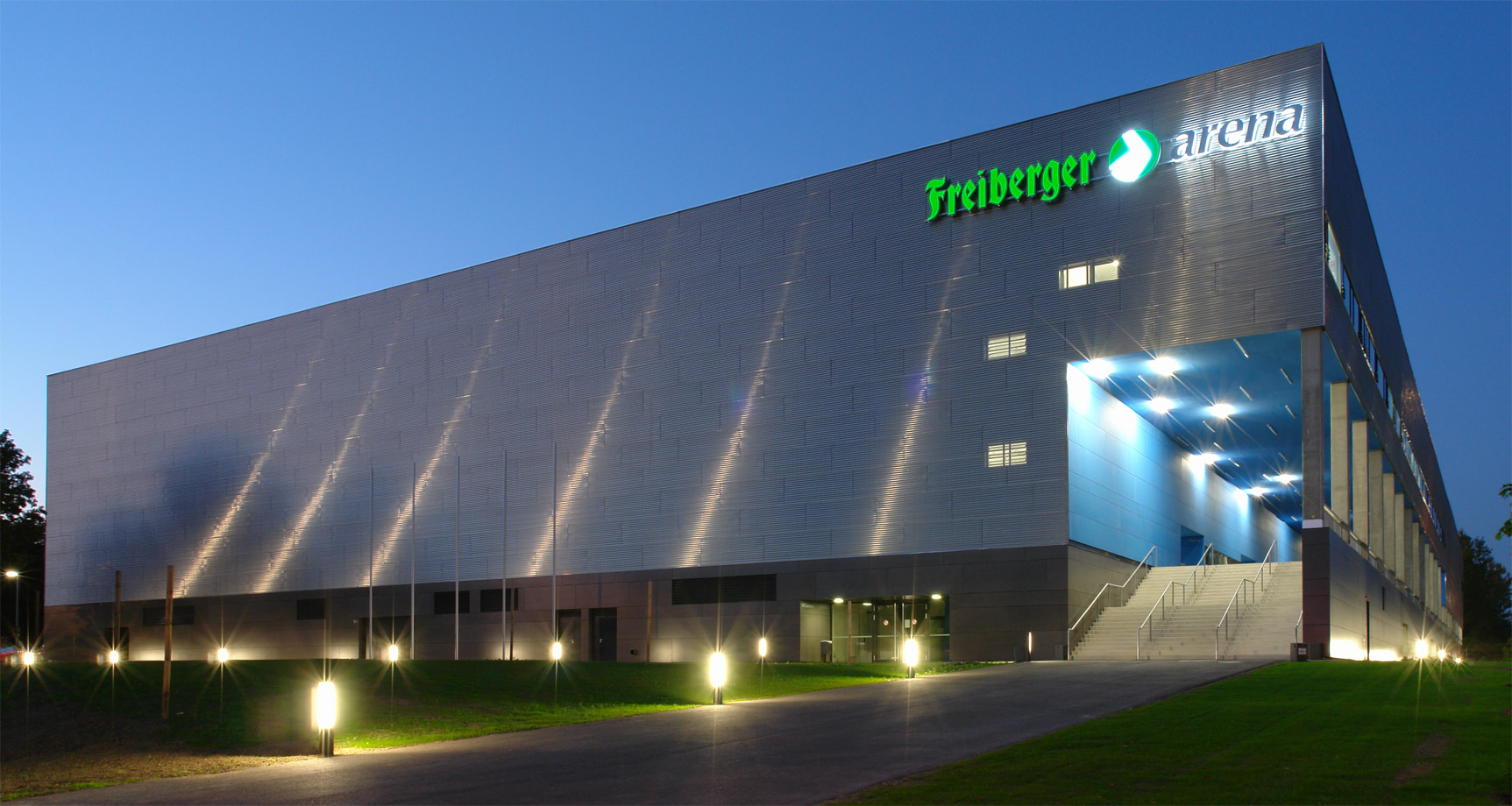
Halle mit Sponsoren-Name „Freiberger-Arena“

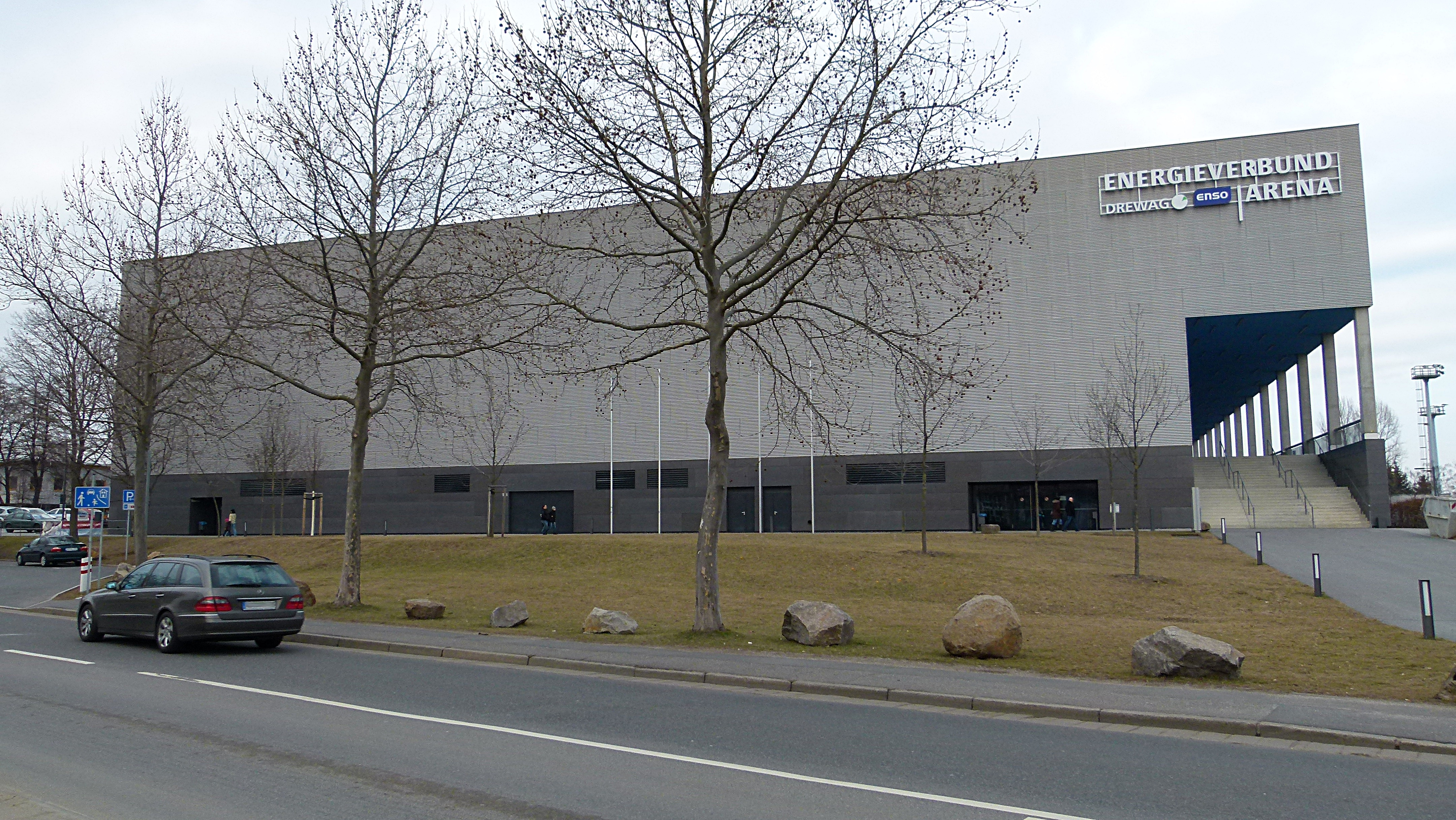
Halle mit Sponsoren-Name „Energieverbund-Arena“

- Größe Halle: 93 m × 65 m[13]
- Größe Eisfläche: 60 m × 30 m[13]

## Veranstaltungen
- 03. Okt. 2007: Freiberger Prinzen-Nacht
- 24. Nov. 2007 und 26. Apr. 2008: „Universum Champions Night“
- 03.–6. Jan. 2008: Deutsche Eiskunstlaufmeisterschaften
- 02. Mai 2008: DJ BoBo – „Vampires Are Alive“-Tour
- 12. Nov. 2008: Eröffnungsveranstaltung der Schacholympiade
- 09.–15. Feb. 2009: Shorttrack-Weltcup
- 22.–24. Jan. 2010: Shorttrack-Europameisterschaften 2010
- 18.–20. Feb. 2011: Shorttrack-Weltcup
- 14.–23. Apr. 2011: Eishockey-Weltmeisterschaft der U18-Junioren 2011
- 01.–5. Juni 2011: 33. Deutscher Evangelischer Kirchentag
- 21.–22. Jan. 2012: Deutsche Meisterschaften im Synchroneiskunstlaufen[15]
- 08.–10. Feb. 2013: ISU Shorttrack-Weltcup
- 17.–19. Jan. 2014: Shorttrack-Europameisterschaften 2014
- 07.–8. Feb. 2015: ISU Shorttrack-Weltcup
- 06.–7. Feb. 2016: ISU Shorttrack-Weltcup
- 04.–5. Feb. 2017: ISU Shorttrack-Weltcup
- 12.–14. Jan. 2018: Shorttrack-Europameisterschaften 2018
- 15. Apr. 2018: Euro Hockey Challenge 2018
- 01.–3. Feb. 2019: ISU Shorttrack-Weltcup
- 01. und 3. Mai 2019: DJ Bobo – „KaleidoLuna“-Tour
- 07.–9. Feb. 2020: ISU Shorttrack-Weltcup
- 23. Apr. 2020: Euro Hockey Challenge 2020
- 27. bis 29. Jan. 2023: ISU World Junior Short Track Championships
- 03. bis 5. Feb. 2023: ISU Shorttrack-Weltcup
- 05. Mai 2023: Dieter Bohlen – Das größte Comeback aller Zeiten
- 20./21. Mai 2023: DJ BoBo – EVOLUT30N Tour
- 2002 bis 2024: Eismärchen des Dresdner Eislauf-Club e. V.[16]
- 24./25. Mai 2024 Deutsche Seniorenmeisterschaften Volleyball
- 17.–19. Jan. 2025: Shorttrack-Europameisterschaften 2025

### DEL All-Star Game 2008
Am 2. Februar 2008 fand in der EnergieVerbund Arena erstmals ein DEL All-Star Game außerhalb eines DEL-Standortes statt. Dabei trat eine Nordamerika-Auswahl der DEL-Spieler gegen eine Europa-Auswahl aus den DEL-Spielern an. Das Spiel gewann die Nordamerika-Auswahl mit 16:14 gegen die Europa-Auswahl.